# Atheta minuscula
Atheta minuscula är en skalbaggsart som först beskrevs av Brisout de Barneville 1859.  Atheta minuscula ingår i släktet Atheta, och familjen kortvingar. Arten är reproducerande i Sverige.